# Papaipema horni
Papaipema horni är en fjärilsart som beskrevs av Embrik Strand 1915. Papaipema horni ingår i släktet Papaipema och familjen nattflyn. Inga underarter finns listade i Catalogue of Life.